# René Ferrier
René Ferrier (Thionne, 7 de dezembro de 1936 -15 de setembro de 1998) foi um futebolista e técnico francês.

## Carreira
Ferrier integrou o elenco da Seleção Francesa de Futebol, da Euro de 1960.